# Danaea quebradensis
Danaea quebradensis är en kärlväxtart som beskrevs av Christenh.. Danaea quebradensis ingår i släktet Danaea, och familjen Marattiaceae. Inga underarter finns listade i Catalogue of Life.